# Yukarıkarpuzlu, Ergani
Yukarıkarpuzlu là một xã thuộc huyện Ergani, tỉnh Diyarbakır, Thổ Nhĩ Kỳ. Dân số thời điểm năm 2008 là 317 người.